# José Puig Boronat
José Puig Boronat (Alcoy, 5 de octubre de 1857 - Valencia, 11 de marzo de 1927) fue un político de la Comunidad Valenciana, España. Estudió Derecho y Filosofía en la Universidad de Valencia. Fue catedrático de Historia y presidente del Ateneo Científico, Artístico y Literario de Valencia y en 1884 participó en la Comisión de Reformas Sociales reunida en Alcoy. Ingresó en el Partido Liberal de la mano de Segismundo Moret y fue elegido diputado provincial por el distrito Mar-Mercado y presidente de la Diputación de Valencia en 1902. Fue designado alcalde de Valencia a propuesta del gobernador civil Enrique Capriles del uno de enero al treinta de marzo de 1904. Tuvo que dimitir por las desavenencias con los republicanos y los liberal-demócratas de Eugenio Montero Ríos. En las elecciones generales de 1905 fue elegido diputado por el distrito electoral de Sueca y en las elecciones de 1910 lo fue por el de Valencia, con el apoyo del Círculo Liberal de Valencia, de los liberal-demócratas, así como de sectores conservadores que se oponían a la Conjunción Republicano-Socialista. No obstante, la coalición que reunió se rompió cuando votó a favor de la Ley del Candado propuesta por José Canalejas. De 1916 a 1917 fue senador por Valencia.